# Pristomerus novoguineensis
Pristomerus novoguineensis là một loài tò vò trong họ Ichneumonidae.